# Pseudovalsa hapalocystis
Pseudovalsa hapalocystis är en svampart som först beskrevs av Berk. & Broome, och fick sitt nu gällande namn av Pier Andrea Saccardo 1877. Pseudovalsa hapalocystis ingår i släktet Pseudovalsa och familjen Pseudovalsaceae.   Inga underarter finns listade i Catalogue of Life.